# Präfekturuniversität Iwate

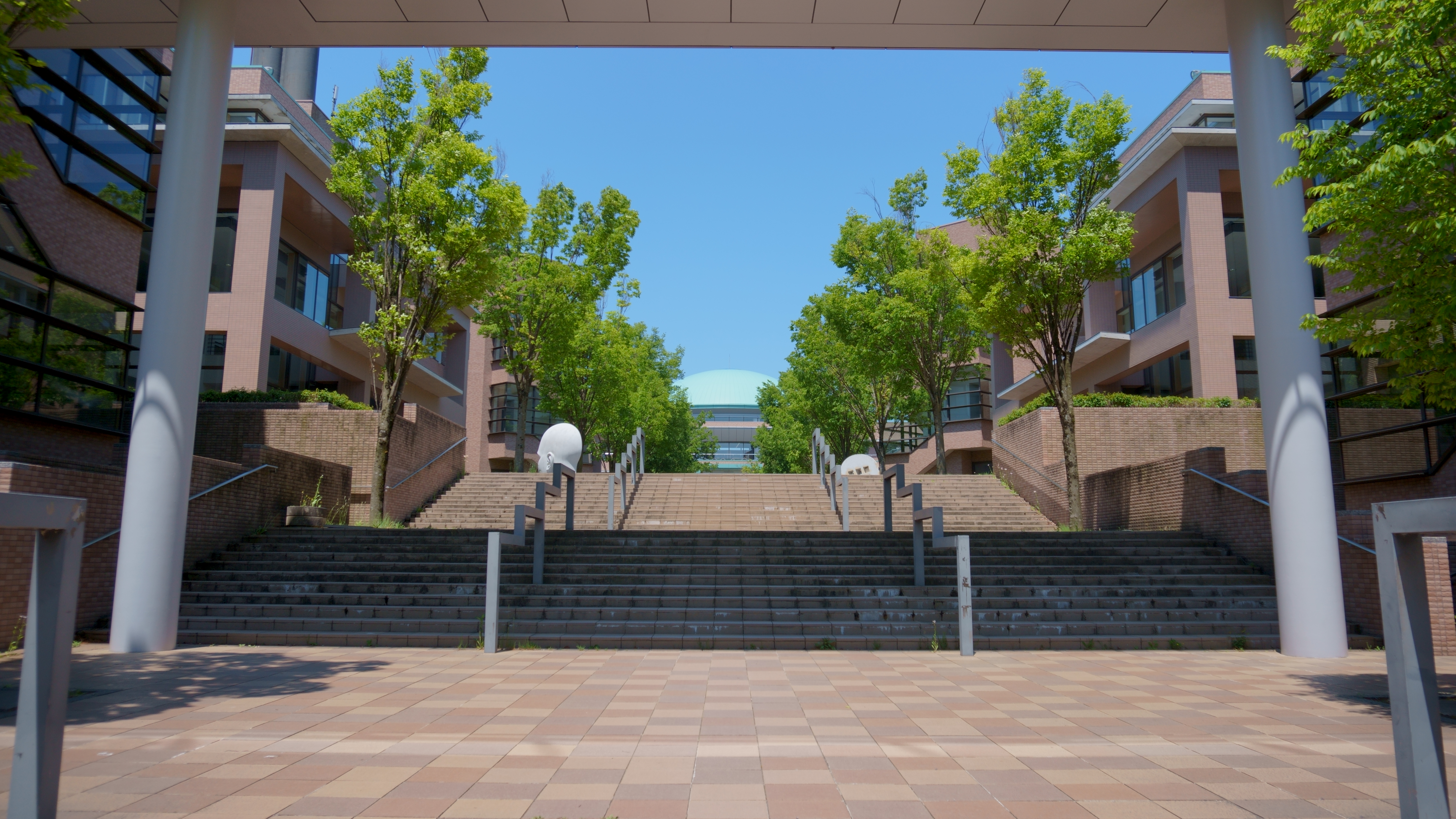
Takizawa-Campus (2022)

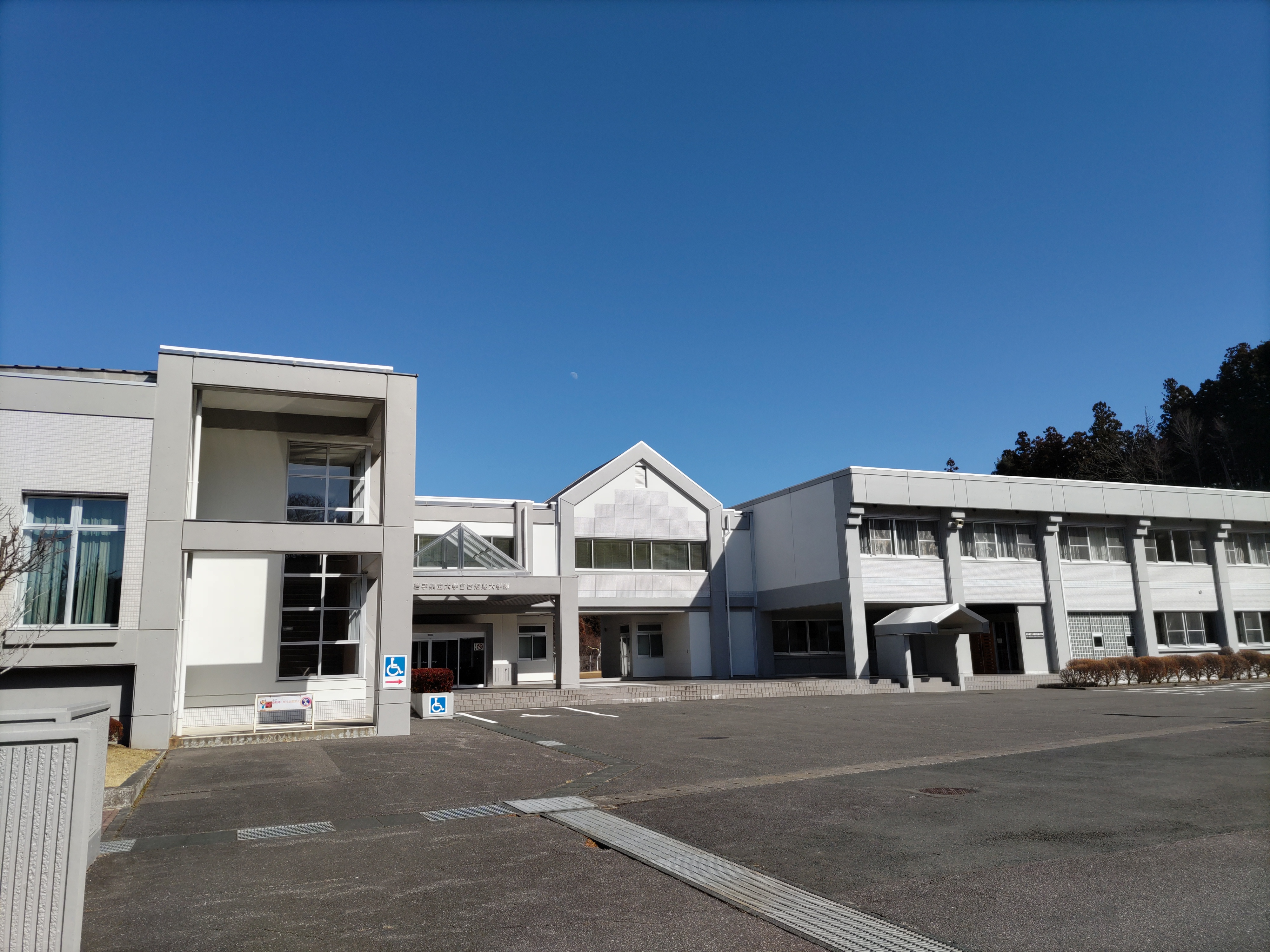
Miyako-Campus (2024)

Die Präfekturuniversität Iwate (japanisch 岩手県立大学 Iwate-kenritsu daigaku; engl. Iwate Prefectural University) ist eine öffentliche Universität in Japan. Der Hauptcampus liegt in Takizawa in der Präfektur Iwate.
Die Universität wurde 1998 gegründet. Die bestehenden präfekturalen Kurzuniversitäten wurden zu ihren angegliederten Kurzuniversitäten (die Kurzuniversität Morioka (gegründet 1951) und Kurzuniversität Miyako (gegründet 1990)). 2000 wurde die Graduiertenschule eingerichtet (Masterstudiengänge und Doktorkurse).

## Fakultäten
- Takizawa-Campus (in Takizawa, Präfektur Iwate, 39° 48′ 6,4″ N, 141° 8′ 16,1″ OKoordinaten: 39° 48′ 6,4″ N, 141° 8′ 16,1″ O):
  - Fakultät für Krankenpflegewissenschaft
  - Fakultät für Soziale Wohlfahrtswissenschaft
  - Fakultät für Software und Informationswissenschaft
  - Fakultät für Policy Studies (jap.総合政策学部)
  - Angegliederte Kurzuniversität Morioka (jap.盛岡短期大学部, Morioka tanki daigaku bu)
    - Abteilung für Hauswirtschaft
    - Abteilung für Internationale Kulturwissenschaft

- Miyako-Campus (in Miyako, Präfektur Iwate, 39° 37′ 7,5″ N, 141° 57′ 1,2″ O):
  - Angegliederte Kurzuniversität Miyako (jap.宮古短期大学部, Miyako tanki daigaku bu)
    - Abteilung für Betriebswirtschaftslehre und Informationswissenschaft